# Jan Johansen (cantant)
Jan Christian Johansen (9 de gener de 1966), fill del músic de jazz Egil Johansen) és un famós artista musical suec.
Va començar el seu interès per la música de petit, tocant els tambors de l'orquestra del seu pare (més tard, tocaria el teclat, la guitarra i el baix). Després dels estudis musicals, va començar a cantar en el grup Off Duty. Al 1993 va fer la seva primera aparició en les llistes d'èxits, en interpretar amb Erica Norberg el tema "Lost in Paradise".
La seva fama a nivell nacional va arribar al 1995, en vèncer el Melodifestivalen. La cançó guanyadora "Es på mig" ("Mira'm") va romandre 15 setmanes en el número u a la llista dels més venuts. Amb aquest tema, aconseguiria la tercera posició en el Festival de la Cançó d'Eurovisió celebrat a Dublín el mateix any.
Va publicar el seu àlbum debut "Johansen", arribant a vendre 160.000 exemplars.
També ha treballat en el musical "Candle In The Wind" a Oslo i col·laborat a programes de televisió com "Diggiloo", "Fångarna på fortet" i "ABBA Tribute".
Johansen ha provat sort en altres ocasions en la preselecció nacional del seu país per a Eurovisió:
- 2001, amb la cançó "Ingenmansland" ("Terra De Ningú"), aconseguint la quarta posició amb 104 punts.
- 2002, amb "Sista Andetaget" ("L'Últim Respir"), on va aconseguir la setena posició amb 65 punts.
- 2003, amb Pernilla Wahlgren va interpretar el tema "Let Your Spirit Fly", obtenint la segona posició a la final.
- 2020, interpretant "Miraklernas tid".

## Discografia
- 1995 - "Johansen"
- 1996 - "Johansen 2"
- 1997 - "Roll Tide Roll" (col·laboració amb el seu pare, Egil Johansen)
- 2001 - "Fram Till Nu"
- 2002 - "Hela Vägen Fram"
- 2003 - "X My Heart"
- 2009 - "Minnen"
- 2010 - "En ny bild av mig"
- 2013 - "Min jul"
- 2015 - "Trumslagarens Pojke"
- 2016 - "Fri"